# الفرشة (حوطة بني تميم)
الفرشة، هي قرية من فئة (ب) تقع في محافظة حوطة بني تميم التابعة لمنطقة الرياض في السعودية. وتبعد الفرشة عن محافظة حوطة بني تميم بمسافة تقارب (30) كم.